# To nie moja Ameryka
To nie moja Ameryka (tytuł oryginalny: Someone Else’s America, inny tytuł: Туђа Америка) – jugosłowiańsko-francusko-grecko-niemiecko-brytyjski film fabularny z roku 1995 w reżyserii Gorana Paskaljevicia.

## Opis fabuły
Bajo, imigrant z Czarnogóry pracuje w barze w Nowym Jorku i wysyła pieniądze na utrzymanie rodziny pozostawionej w kraju. Jego pracodawcą i przyjacielem jest Alonso, Hiszpan, utrzymujący niewidomą matkę, która domaga się powrotu do rodzinnej wsi.
W małym pokoju, który wynajmuje Bajo jego towarzyszem jest wyhodowany przez niego kogut-liliput. Sytuacja komplikuje się, kiedy córka Bajo zaczyna chorować z tęsknoty za ojcem i jego rodzina decyduje się przedostać nielegalnie do USA. Utalentowany muzycznie Pepo (syn Baja) ginie w nurtach rzeki Rio Grande, próbując ratować akordeon. Młody Luka okazuje się niezwykle zaradny i szybko rozkręca prowadzony przez Alonso bar, a potem żeni się z chińską dziewczyną, która ma kartę stałego pobytu w USA. Matka Bajo nie potrafi odnaleźć się w nowej sytuacji i chce wrócić do Czarnogóry.
Film otrzymał główną nagrodę na Festiwalu Filmowym w Valladolid w 1995.

## W rolach głównych
- Andjela Stojkovic jako Savka
- José Ramón Rosario jako Panchito
- Sergej Trifunović jako Luka
- Tom Conti jako Alonso
- Miki Manojlović jako Bajo
- Michael Yannatos jako grecki agent
- Zorka Manojlović jako Matka Bajo
- Lanny Flaherty jako przewodnik
- Michael Willis jako przewoźnik
- María Casares jako Matka Alonso
- Chia-Ching Niu jako chińska dziewczyna